# United States House Financial Services Subcommittee on Domestic Monetary Policy and Technology
El U.S. House Financial Services Subcommittee on Domestic Monetary Policy and Technology (en español Subcomité de Política Monetaria Doméstica y Tecnología del Comité de Servicios Financieros de la Cámara de EE.UU.) es un subcomité del Comité de Servicios Financieros. El comité era formalmente parte del Subcomité de Política Monetaria Doméstica e Internacional, Comercio, y Tecnología hasta el 111.º Congreso, cuando el Subcomité de Política Monetaria Internacional y Comercio fue creado.

## Jurisdicción
La jurisdicción del Subcomité de Política Monetaria Doméstica y Tecnología incluye:
1. Ayuda financiera a todos los sectores y elementos dentro de la economía.
2. Crecimiento económico y estabilización.
3. Asuntos relacionados con la producción de defensa tal como lo figura la Ley de Producción de Defensa de 1950 (Defense Production Act of 1950).
4. Política monetaria doméstica, y agencias que directamente o indirectamente afectan la política monetaria, incluyendo los efectos de dichas políticas y otras acciones financieras en las tasas de interés, la asignación del crédito, y la estructura y funcionamiento de las instituciones financieras domésticas (tales como el Sistema de Reserva Federal).
5. Monedas, acuñaciones, divisas, y medallas, incluyendo monedas conmemorativas, pruebas de acuñaciones y otras monedas especiales, la Ley de Acuñación de 1965 (Coinage Act of 1965) , el oro y la plata, incluyendo la acuñación de las mismas, medallas de oro, falsificaciones, la denominación y diseño de la divisa, y las operaciones de la Casa de Moneda y la Oficina de Grabado e Impresión de los Estados Unidos.
6. El desarrollo de nuevas o alternativas formas de divisa.[1]

## Miembros,112.º Congreso
En diciembre de 2010, el Bloomberg Businessweek informó que el Presidente de la Cámara de Representantes de los Estados Unidos John Boehner estaba considerando maneras de prevenir a Ron Paul, que ha sido durante mucho tiempo un crítico de Ben Bernanke y el Sistema de Reserva Federal (FED), de volverse presidente del subcomité o restringir su autoridad. Paul ha afirmado que él usará la posición para atraer atención hacia las políticas de la FED y lo que él percibe de ser sus consecuencias negativas.
| Mayoría | Minorías |
| --- | --- |
| - Ron Paul, Texas, Presidente - Walter Jones, North Carolina, Vice Presidente - Frank Lucas, Oklahoma - Patrick T. McHenry, North Carolina - Blaine Luetkemeyer, Missouri - Bill Huizenga, Michigan - Nan Hayworth, New York - David Schweikert, Arizona | - William Clay, Jr., Missouri, M. de Alto Rango - Carolyn Maloney, New York - Gregory Meeks, New York - Al Green, Texas - Emanuel Cleaver, Missouri - Gary Peters, Michigan |